# Cyclura
Cyclura är ett släkte av ödlor. Cyclura ingår i familjen leguaner.
Arter enligt Catalogue of Life:
- Cyclura carinata
- Cyclura collei
- Cyclura cornuta
- Cyclura cychlura
- Cyclura nubila
- Cyclura pinguis
- Cyclura ricordi
- Cyclura rileyi

The Reptile Database listar ytterligare två arter i släktet:
- Cyclura lewisi
- Cyclura stejnegeri